# 연환

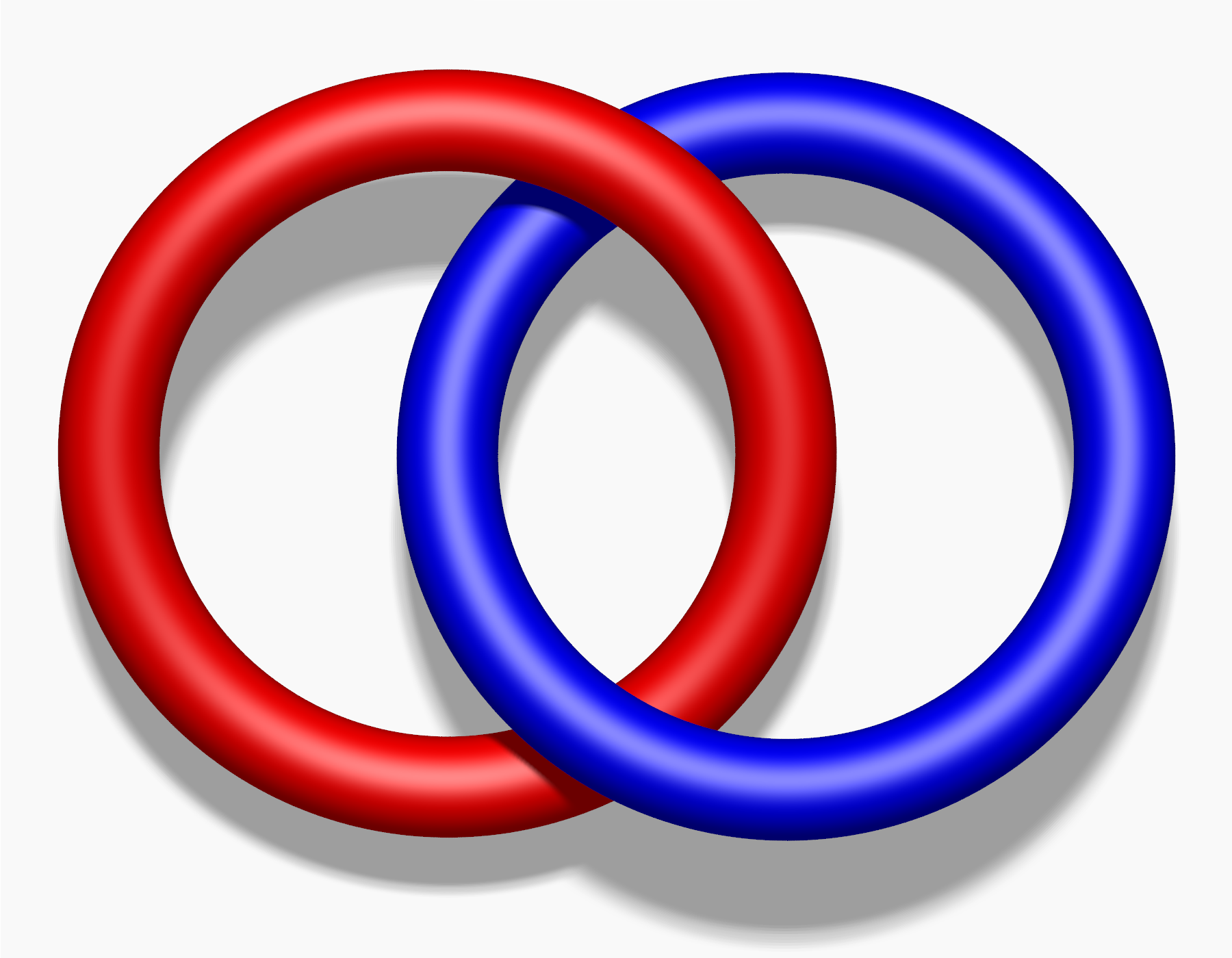
호프 연환의 도표

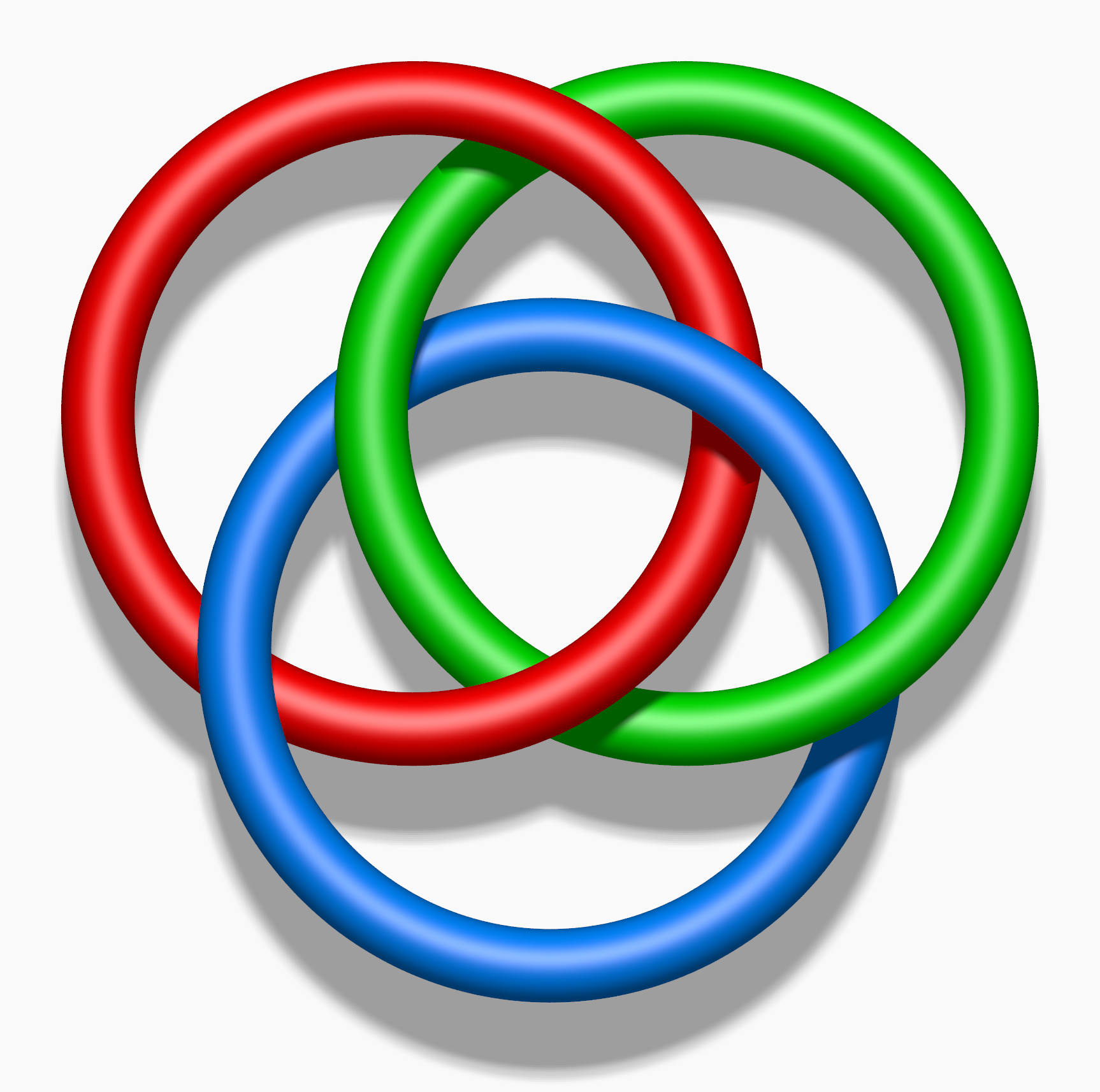
보로메오 고리의 도표

매듭 이론에서 연환(連環, 영어: link 링크[*])은 서로 얽혀 있는 매듭들의 집합이다.

## 정의
연환은 유한 개의 원들의 분리합집합과 위상동형인, {\displaystyle S^{3}}의 부분공간이다. 연결된 연환은 매듭이라고 한다.
대부분의 매듭 불변량(존스 다항식 등)은 연환에 대하여 일반화시킬 수 있다.

## 예
매듭들 말고도, 다음과 같은 연환들이 있다.
- 호프 연환(영어: Hopf link)은 두 개의 연결 성분을 가진, 자명하지 않은 유일한 연환이다. 하인츠 호프의 이름을 땄다.
- 보로메오 고리(영어: Borromean rings)는 세 개의 연결 성분을 가진 연환이다. 이 가운데 하나의 고리를 제거하면, 남은 두 고리는 위상수학적으로 자명하다 (즉, 호프 연환을 이루지 않는다).